# Зубовка (Закарпатская область)
Зубо́вка (укр. Зубівка) — село в Верхнекоропецкой сельской общине Мукачевского района Закарпатской области Украины.
Население по переписи 2001 года составляло 401 человек. Почтовый индекс — 89674. Телефонный код — 3131. Занимает площадь 1,038 км². Код КОАТУУ — 2122783001.

## История
В 1946 году указом ПВС УССР село Фогараш переименовано в Зубовку.